# ادیان و مکتب‌های فلسفی هند
ادیان و مکتب‌های فلسفی هند، کتابی از داریوش شایگان است که به بررسی جریان‌های فکری و دینی هند از دوره ودایی تا عصر حاضر می‌پردازد.
این کتاب اولین بار در سال ۱۳۴۶ از سوی دانشگاه تهران منتشر شد.

## نقد
غلامرضا اعوانی معتقد است این کتاب «نه تنها در کشورهای عربی، بلکه در دیگر زبان‌های اسلامی هم بی‌نظیر است» و باید در دانشگاه‌ها تدریس شود.